# Orz

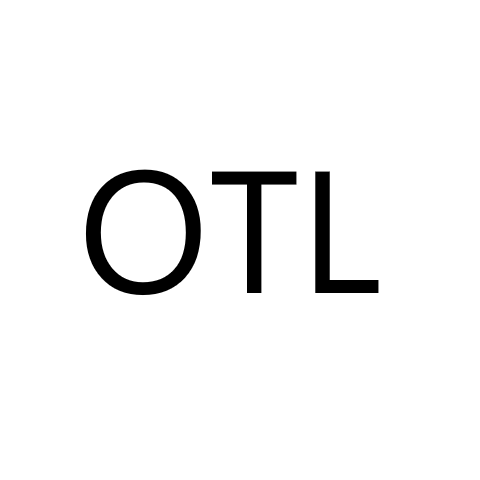
Orz를 다르게 표현한 것

orz, 또는 OTL은 사람이 엎드려 좌절하는 모습을 나타내는 아스키 아트 형식의 신조어이다. 일본의 커뮤니티 사이트에서 주로 사용하다, 대한민국의 커뮤니티 모임인 웃긴대학, 디시인사이드에서 널리 퍼지게 되었다. 대한민국에서는 JTO, OTZ, ㅇㅜㄴ라고도 한다.